# Georg Braun

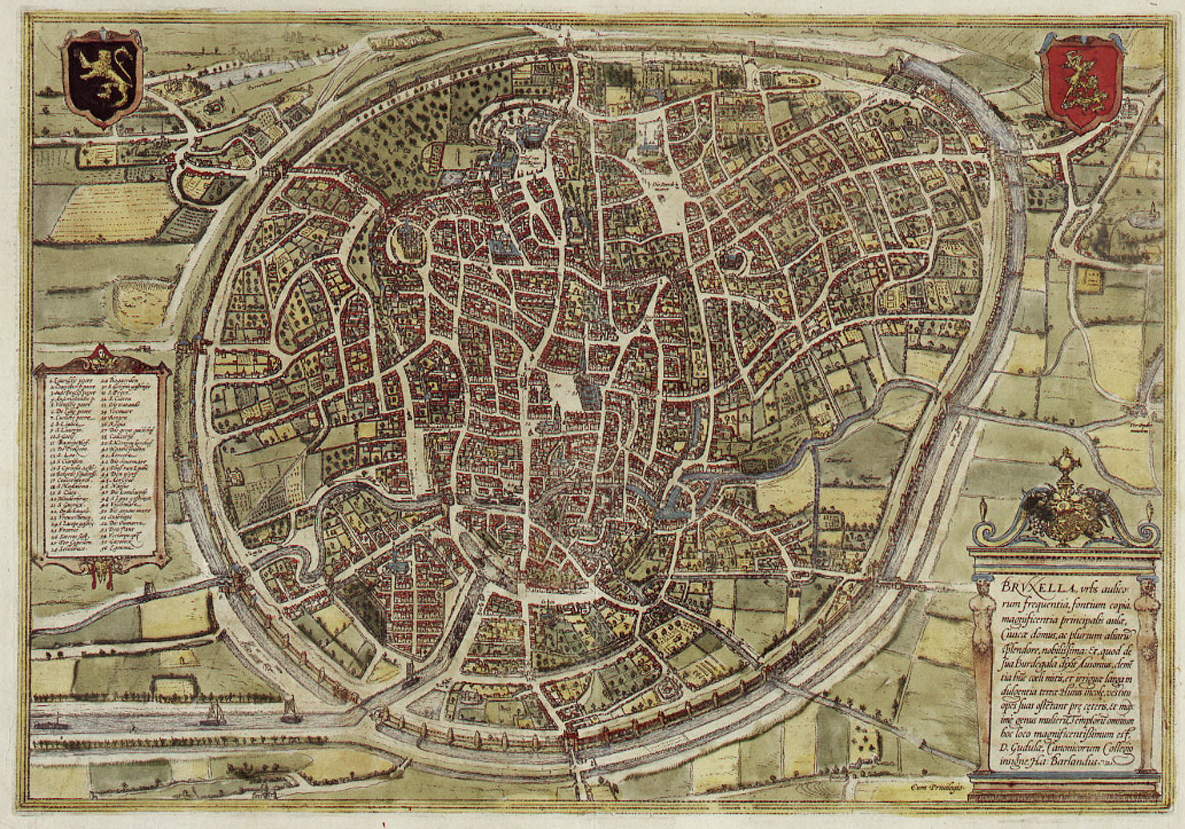
Planta de Bruxelas, na obra Civitates orbis terrarum

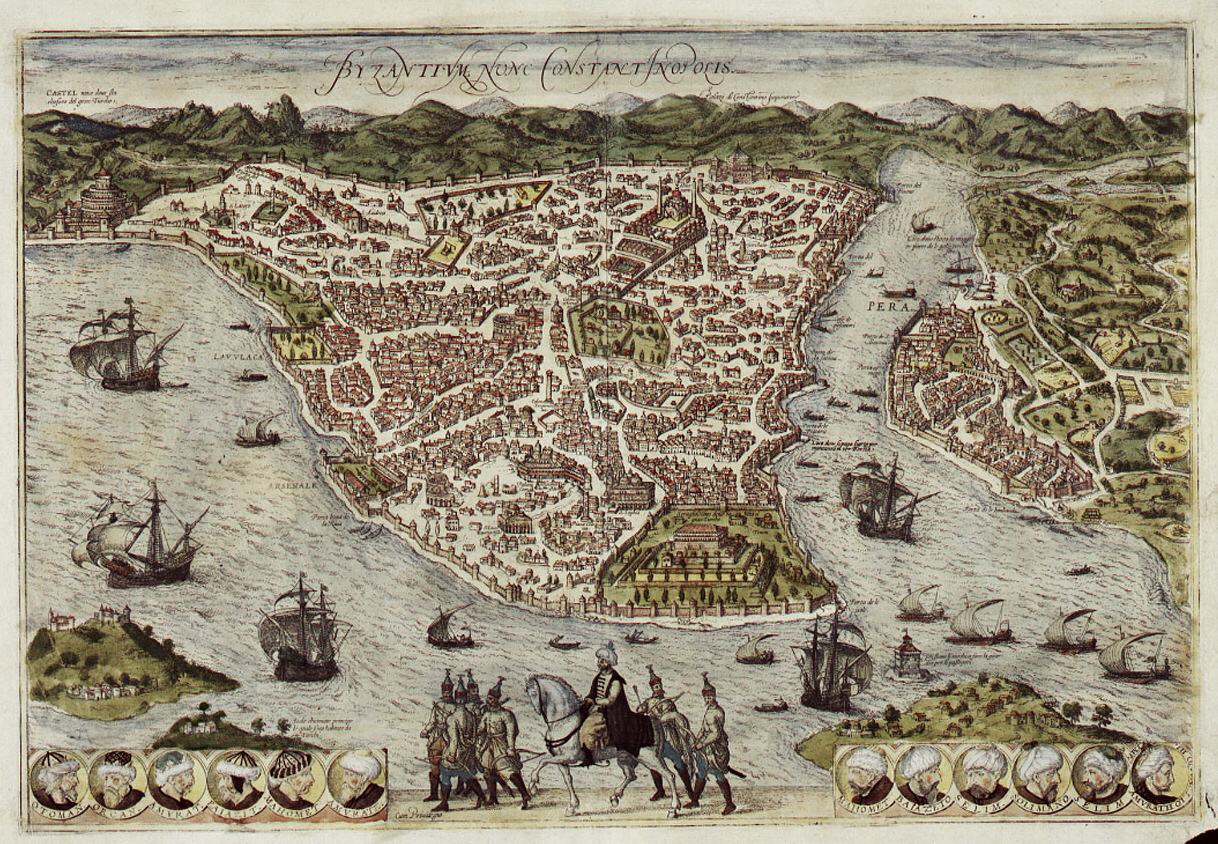
Vista de Constantinopla

Georg Braun (1541, Colónia - 10 de Março de 1622, Colónia), também conhecido por Brunus ou Bruin, foi um cartógrafo e geógrafo. Entre 1572 e 1617 foi responsável pela edição da obra Civitates orbis terrarum, contendo 546 ilustrações, perspectivas e mapas de cidades de todo o mundo. Foi um clérigo Católico, tendo servido durante trinta e sete anos como cónego e diácono na igreja de St. Maria ad Gradus em Colónia.
A publicação de Braun definiu novos padrões na cartografia por mais de 100 anos. A obra em seis volumes foi inspirada na Cosmographia de Sebastian Münster. A composição gráfica é semelhante ao Theatrum Orbis Terrarum de Abraham Ortelius, já que Ortelius manifestou interesse numa obra complementar ao Theatrum. Frans Hogenberg (1535-1590) criou os quadros para os volumes I a IV, e Simon van den Neuwel para os volumes V e VI. Outros contribuintes foram  Georg Hoefnagel, o cartógrafo Daniel Freese e Heinrich Rantzau. Foram também usados alguns trabalhos de Jacob van Deventer, Sebastian Münster e Johannes Stumpf.
São representadas sobretudo as cidades Europeias na publicação. Contudo, no I volume são incluídas as cidades de Casablanca e da Cidade do México.
Braun foi o principal editor da obra. Adquiriu os quadros, contratou os artistas e escreveu os textos. Morreu, já octogenário, em 1622 tendo sido o único sobrevivente da equipa original a assistir à publicação do VI volume em 1617.